# Le Sorcier macabre
Pour les articles homonymes, voir Macabre (homonymie).
Pour plus de détails, voir Fiche technique et Distribution.
Le Sorcier macabre (The Wizard of Gore) est un vidéofilm noir et gore américain, réalisé par Jeremy Kasten et sorti en 2007. C'est le remake de The Wizard of Gore sorti en 1970 de Herschell Gordon Lewis. Le réalisateur Jeremy Carsten a déclaré que ce film est une « lettre d'amour » au centre-ville de Los Angeles où le film a été tourné.
Les figurantes du film dans les rôles des « assistantes » de Montag le Magnifique sont jouées par des SuicideGirls.
Le titre Le Sorcier macabre (The Wizard of Gore) est une référence au Magicien d'Oz (The Wizard of Oz).

## Synopsis
Le journaliste Edmund Bigelow, excentrique et accoutré d'un costume rétro, croyait avoir tout vu dans les spectacles de prestidigitation de l'underground post-punk de Los Angeles. Mais le cabaret-spectacle de Montag le magnifique et son acolyte le Geek, qui repousse les frontières du gore en démembrant des assistants sur scène lui retourne l'estomac. Il devient vite obsédé par la performance et revient régulièrement y assister avec sa petite amie Maggie. Mais bientôt, il découvre que les assistants sont découverts assassinés dans la ville et qu'il devient bientôt la proie d'hallucinations sanglantes...

## Fiche technique
- Titre original : The Wizard of Gore
- Titre français : Le Sorcier macabre
- Réalisation : Jeremy Kasten
- Scénario : Zach Chassler
- Musique : Steve Porcaro
- Producteur : Sick-O-Scope, Open Sky Entertainment
- Genre : Gore, Horreur
- Durée :  97 min
- Dates de sortie :  France Festival de Cannes : 17 mai 2007
  États-Unis Festival international du film de Los Angeles : 22 juin 2007
 Canada Festival FanTasia : 20 juillet 2007
 Belgique Festival international du film fantastique de Bruxelles : 1er avril 2008
 Écosse Festival Dead by Dawn : 27 avril 2008
 États-Unis Sortie DVD : 19 août 2008
 Japon Horrorfest : 31 octobre 2009
 France L'absurde Séance (Paris) : 9 octobre 2010
- Interdit aux moins de 16 ans (en France).

## Distribution
- Kip Pardue : Edmund Bigelow
- Bijou Phillips : Maggie
- Crispin Glover : Montag
- Jeffrey Combs : le Geek
- Brad Dourif : Dr Chong
- Joshua John Miller : Jinky